# Dan Calichman
Daniel Jacob „Dan” Calichman (ur. 21 lutego 1968 w Huntington Station, Stany Zjednoczone) – amerykański piłkarz, grający na pozycji obrońcy. Obecnie pracuje jako trener w Clermont McKenna College. W czasie swojej kariery mierzył 185 cm.

## Kariera klubowa
Calichman zaczynał karierę w Williams Ephmen College. W roku 1990 przeszedł do grającego w lidze japońskiej klubu Mazda Toyo, później przemianowanego na Sanfrecce Hiroszima. W ciągu trzech lat gry w tym klubie rozegrał 50 spotkań. Calichman został pierwszym w historii amerykańskim piłkarzem, który grał w J-League.
Po zakończeniu kontraktu z Sanfrecce, Calichman długo nie mógł znaleźć sobie nowego klubu. W roku 1995 podpisał kontrakt z New York Centaurs, skąd rok później trafił do Los Angeles Galaxy, klubu grającego w nowo powstałej lidze Major League Soccer. W ciągu trzech lat gry w tym klubie Calichman rozegrał 58 spotkań. W roku 1999 Calichman podpisał kontrakt New England Revolution, również grającym w MLS. W tej lidze Calichman grał jeszcze w San Jose Earthquakes, a karierę sportową zakończył w 2001 roku w barwach Charleston Battery.

## Kariera reprezentacyjna
W reprezentacji USA Calichman rozegrał 2 spotkania, wszystkie w 1997 roku.